# Толкин, Джон (футболист)
Джон Майкл То́лкин (англ. John Michael Tolkin; родился 31 июля 2002, Чатем, Нью-Джерси) — американский футболист, защитник немецкого клуба «Хольштайн» и сборной США.

## Клубная карьера
Воспитанник футбольной академии клуба «Нью-Йорк Ред Буллз», за которую выступал с 2015 года. В 2019 году начал выступать за резервную команду клуба в Чемпионшипе ЮСЛ.
14 января 2020 года был добавлен в основной состав первой команды «Нью-Йорк Ред Буллз» для выступления в MLS, став 22-м доморощенным игроком в истории франшизы. 8 мая 2021 года дебютировал в MLS в матче против «Торонто», выйдя на замену в конце второго тайма вместо Эндрю Гутмана. 18 августа в матче против «Коламбус Крю» забил свой первый гол в MLS. 5 октября 2022 года подписал с «Нью-Йорк Ред Буллз» новый четырёхлетний контракт до конца сезона 2027 с опцией продления на сезон 2028. По итогам сезона 2022 был назван лучшим игроком оборонительного плана «Нью-Йорк Ред Буллз». Был отобран в число участников Матча всех звёзд MLS 2023, в котором сборная звёзд MLS принимала английский «Арсенал».
16 января 2025 года перешёл в клуб немецкой Бундеслиги «Хольштайн».

## Карьера в сборной
С 2018 по 2019 год выступал в составе сборной США до 17 лет. В мае 2019 года провёл 4 матча на чемпионате КОНКАКАФ до 17 лет.
18 января 2023 года был впервые вызван в старшую сборную США для участия в ежегодном январском тренировочном лагере, включавшем товарищеские матчи со сборными Сербии и Колумбии. В матче с сербами 25 января остался незадействованным запасным. В матче с колумбийцами 28 января дебютировал за американскую сборную, выйдя в стартовом составе.
Был включён в состав сборной на Золотой кубок КОНКАКАФ 2023.

## Достижения
Командные достижения
- Финалист Кубка MLS: 2024

Личные достижения
- Участник Матча всех звёзд MLS: 2023[21]